# Elijah Stevenson
Elijah „Eli“ Stevenson (* 12. September 1998) ist ein US-amerikanischer Schauspieler.

## Leben
Stevenson debütierte 2016 als Filmschauspieler: Neben Rollen in den Kurzfilmen Trout und Missing erhielt er außerdem eine Episodenrolle in der Fernsehserie Dani's Bucket List und Nebenrollen in den Spielfilmen Tall Men und Second Nature. Zusätzlich war er in Captain Fantastic – Einmal Wildnis und zurück in der Rolle des Justin zu sehen. Dort lieh Sebastian Fitzner ihm seine Stimme für die deutsche Synchronisation. Einem breiten Publikum wurde er durch seine Rolle des Oliver Schermerhorn im Netflix-Original Everything Sucks! bekannt. Für die deutschsprachige Fassung lieh ihm Henning Nöhren seine Stimme. Nach der ersten Staffel wurde die Serie abgesetzt. Im selben Jahr erhielt Stevenson Rollen in den Filmen Cam, Woodstock or Bust und We Take the Low Road sowie eine Besetzung in drei Episoden der Mini-Serie Best. Worst. Weekend. Ever.

## Filmografie (Auswahl)
- 2016: Captain Fantastic – Einmal Wildnis und zurück (Captain Fantastic)
- 2016: Trout (Kurzfilm)
- 2016: Missing (Kurzfilm)
- 2016: Tall Men
- 2016: Dani's Bucket List (Fernsehserie, Episode 1x01)
- 2016: Second Nature
- 2018: Everything Sucks! (Fernsehserie, 10 Episoden)
- 2018: Cam
- 2018: Best. Worst. Weekend. Ever. (Mini-Serie, 3 Episoden)
- 2018: Woodstock or Bust
- 2019: We Take the Low Road